# Johann Gottfried von Manger
Johann Gottfried von Manger (* 1748 in Haiger; † 1823 in Bellinghoven zu Mehr) war ein Prediger, Rittergutsbesitzer und Bürgermeister.

## Leben
Johann Gottfried von Manger wurde im Jahr 1748 geboren. Die Vorfahren in Haiger gehörten dem Patriziat an. Sein Vater war Johann Christian Manger, erster Prediger zu Haiger. Sein Onkel war der Hauptmann Johann Peter Manger. Manger war ein reformierter Prediger, der am 2. September 1787 durch Kaiser Joseph II. in den Reichsadelsstand erhoben wurde. 1772 zog er nach Colombo auf Ceylon, um dort holländisch reformierte Gemeinden zu betreuen. Er heiratete in Colombo am 5. Dezember 1773 Dorothea Dreyhaupt, die Tochter von Christiaan Dreyhaupt, einem wohlhabenden niederländischen Kaufmann der Niederländischen Ostindien-Kompanie auf Ceylon. Als er 1787 mit seiner holländischen Frau nach Rees zurückkehrte, leitete er das dortige Pfarramt und hielt auch Predigten auf Niederländisch für Seeleute. Er kaufte am 1. Juli 1788 das Schloss Bellinghoven von Joseph von Hoensbroech und ließ das Schloss in der Form umbauen, in der es heute noch steht. Das ehemalige Rittergut umfasste seinerzeit 214 Morgen. Manger wurde auch mit der Gerichtsbarkeit von Haffen und Mehr beauftragt. Unter der französischen Besatzung wurde er „Maire“ und hat als solcher viel für die Bevölkerung getan. Durch die napoleonische Verwaltungsreform verlor er die ehemals mit Schloss Bellinghoven verbundenen Herrschaftsrechte. Von 1815 bis 1822 war er Bürgermeister von Haldern. Er starb 1823 und wurde neben seiner Ehefrau Dorothea Elisabeth von Manger, geb. Dreyhaupt an der St.-Lambertus-Kirche in Haffen begraben. Ihre Kinder ließen das Grab mit einer Steinplatte bedecken, die noch heute an einer Außenwand der St.-Lambertus-Kirche in Haffen zu sehen ist.

## Nobilitierung
Die Familie Manger aus Haiger war Mitglied der städtischen Oberschicht und ihre Vorfahren waren laut dem Stammbuch der Familie bis zum Dreißigjährigen Krieg bereits dem Adel zugehörig. Die Erhebung in den Reichsadelsstand der vier Brüder Johann Georg (Regierungsrat und Advokat in Kassel und später Polizeidirektor), Johann Jacob (Prediger), Johann Gottfried (Prediger und Bürgermeister) und Johann Philipp (Prediger im Herzogtum Kleve) erfolgte 1787 durch Kaiser Joseph II., der zwischen 1780 und 1790 alleiniger Römisch-deutscher Kaiser war. Mit dieser Nobilitierung bekamen die Brüder das Recht das Familien-Wappen des uradeligen bayerischen Geschlechtes Seemann von Mangern unter Hinzufügung der Maiglöckchenzweige zu tragen. Es ist Schwarz mit zwei silbernen Schrägbalken und auf dem gekrönten Helm befinden sich zwei Büffelhörner.